# Gabrielle Haller
Gabrielle Haller es una personaje Israelí de Marvel Comics.

## Descripción
Gabrielle Haller fue una de las víctimas de un campo de concentración alemán y que se encontraba en recuperación en Israel dado que sufría una paranoia esquizofrénica debido a las experiencias sufridas en el campo de concentración de Dachau. El telépata Charles Xavier se introdujo en su mente y consiguió hacerle recuperar la consciencia a Gabrielle.
En ese tiempo Charles y Gaby coincidieron con un joven de nombre Erik Magnus Lehnsherr o Max Eisenhardt (Magneto) quien se convirtió en entrañable amigo de ambos. Pronto se inició una relación entre Charles y Gabrielle y, junto a Erik, los tres salían a pasear juntos. Otro de los pacientes de Charles en esa época fue un misterioso joven al que llamaron Juan Nadie, sin sospechar que en realidad se trataba de Legión, el futuro hijo de Gabrielle Haller y Charles Xavier, quien había viajado en el tiempo desde el futuro. Un día, Legión manifestó su poder mutante al reconocer a quien sería su madre en el futuro y atacó a Erik acusándole de ser un asesino que impediría que el sueño de su padre se convirtiera en realidad. Charles tuvo que intervenir para calmarlo y fallecería asesinado por Legión, lo que desencadenaría los acontecimientos que produjeron la Era de Apocalipsis. Sin embargo todo aquello quedó borrado de sus memorias.
Algunos días después Gabrielle fue secuestrada por el comando nazi Hydra Bruderschaft comandado por el Barón Von Strucker, quienes pretendían encontrar una reserva de oro escondida en África robada a los judíos cuya localización venía marcada por un mapa tatuado en la piel de Gabrielle. Charles y Erik se enfrentaron al comando consiguiendo liberar a Gabrielle y Erik se llevó el oro para usarlo en sus planes de hacer que el Homo Superior prevalezca sobre la humanidad. Tras ese incidente con Strucker, Xavier abandonó Israel viajando hasta la India dejando a Gabrielle. Haller no le dijo a Charles que estaba embarazada para no forzarle a quedarse junto a ella. Nueve meses después Gabrielle dio a luz a su hijo, el cual debido a la herencia genética recibida por su padre, nació mutante.
Años más tarde, Gabrielle pasó a formar parte en el cuerpo diplomático de Israel, y se trasladó a vivir a París. En un momento dado, su casa fue asaltada por un grupo terrorista árabe, que pretendía asesinar a todos los judíos que hubiera en la casa. Ante los ojos de David, los asesinos mataron a su abuelo, Daniel Shomron. El terror debido a haber tenido que presenciar la muerte de un ser querido provocó el estallido de su poder mutante de naturaleza psiónica, que usó para incinerar los cerebros de los asesinos. Sin embargo, y debido a la inexperiencia en el uso de sus poderes, David mantuvo el contacto telepático con sus víctimas mientras estos morían, el shock que eso significó sumió a David en un estado catatónico.
Cuando David llegó a la adolescencia, salió de su estado de coma convirtiéndose en un joven autista. En esa época Gabrielle llevó a su hijo a la Isla Muir y lo puso bajo los cuidados de la Doctora Moira MacTaggert, experta en asuntos mutantes e íntima colaboradora de Charles Xavier. Dentro de Isla Muir se desarrolló una crisis debido a las personalidades múltiples de David pero la situación fue controlada por Charles y su alumna Danielle Moonstar. Allí Charles se enteró de que Legión era su hijo.
Superada esta crisis y años más tarde Legión obtendría el dominio de sí mismo y de sus poderes levantando un domo de protección en Israel intentando viajar en el tiempo. Allí Gabriel fungía de embajadora de Israel y fue quien les informó de la situación a la Patrulla-X.

## En otros medios

### Televisión
- Gabrielle Haller aparece en el episodio de X-Men: Evolution, interpretada por Patricia Drake. Esta versión se muestra como demasiado joven para ser una sobreviviente del Holocausto (aunque sus apariencias cómicas también son a veces inconsistentes en este asunto). En el episodio "Sins of the Son", Gabrielle es la madre de David, quien ocultó la verdad sobre la existencia del Profesor X. Aunque en esta versión se casaron brevemente cuando eran jóvenes, se divorciaron cuando el trabajo de Xavier con mutantes los mantuvo separados. Gabrielle le dice a David que Xavier los abandona. Gabrielle luego llama al Profesor X cuando David desaparece. Más tarde descubre que David fue tomado por la personalidad de Lucas que tiene problemas personales con su padre.
- Gabrielle Haller aparece en el capítulo 2 de la temporada 3 de Legion serie de Fx interpretada por Stephanie Corneliussen.[1] Al igual que en los cómics, originalmente estaba en un estado catatónico en un hospital psiquiátrico después de su tiempo en campos de concentración durante la Segunda Guerra Mundial hasta que el Profesor X usó su telepatía para revivir su psique. En el "Capítulo 22", Gabrielle y el Profesor X estaban en el hospital psiquiátrico hasta que el Profesor X usó sus habilidades mentales para que los médicos los consideraran curados. Los dos se establecieron en una casa donde dieron a luz a David. Cuando el profesor X fue a Marruecos, Gabrielle recibió una llamada de él indicando que Rey Sombra es peligroso. Rey Sombra poseía en secreto al bebé David, testigo de un adulto David y Switch. En el "Capítulo 26", Syd Barrett, Cary Loudermilk y Kerry Loudermilk llegaron en el año de la infancia de David, donde Syd interactuó con Gabrielle. Durante su conversación sobre David, la casa es atacada por los Time Eaters donde Syd mató al que intentó atacar al bebé David. Gabrielle luego consoló al bebé David cuando Syd dice que necesitan salir de la casa.